# شيخ كانلو
شيخ كانلو (بالفارسية: شیخ کانلو) هي قرية تقع في قسم تشناران الريفي (مقاطعة تشناران) في إيران. يقدر عدد سكانها بـ 666 نسمة .